# Tenkyong Wangpo
Tenkyong Wangpo (?-1642) ook wel Karma Tenkyong (Wangpo) was de laatste koning van Tibet. Hij kwam voort uit de Tsang-dynastie die regeerde over de regio Tsang in Tibet.

## Levensloop
Tenkyong Wangpo had te maken met gewelddadige acties uit Ladakh in het westen.
In 1641 viel de Oirat-Mongoolse leider van de Khoshut-Mongolen Güshri Khan de koning van Beri aan in Kham (Oost-Tibet). De koning van Beri was een aanhanger van de bön-religie en werd vervolgd door de Tibetaans boeddhistische lama's en werd aldus niet gesteund door Tenkyong Wangpo.
Na deze overwinning trok Güshri Khan verder en overwon Karma Tenkyong die later in een zak werd gestopt en verdronken. Güshri Khan regeerde Tibet slechts enkele maanden en droeg het toen over aan de vijfde dalai lama Ngawang Lobsang Gyatso, waarna Tibet een theocratische staat werd tot de invasie van Tibet door het Chinese Volksbevrijdingsleger in 1950.